# Best. Christmas. Ever!
Best. Christmas. Ever! ist ein US-amerikanischer Spielfilm aus dem Jahr 2023 von Regisseurin Mary Lambert nach einem Drehbuch von Todd Calgi Gallicano und Charles Shyer mit Heather Graham, Brandy Norwood, Jason Biggs und Matt Cedeño. Die Weihnachtskomödie wurde am 16. November 2023 auf Netflix veröffentlicht.

## Handlung
Jackie versendet alljährlich zu Weihnachten ein Schreiben an Freunde und Bekannte, in dem sie ein perfektes Leben beschreibt. Auch ihre Freundin Charlotte vom College erhält ein solches, bei der damit ein wunder Punkt getroffen wird, weil ihr Leben alles andere als perfekt ist.
Nachdem Charlotte mit ihrem Mann Rob kurz vor Weihnachten bei dem Haus von Jackie und ihrem Mann Valentino landet, möchte Charlotte beweisen, dass das Leben von Jackie in Wirklichkeit nicht so großartig ist, wie es in dem Schreiben behauptet wurde. Ihre Versuche, Jackie zu entlarven, gefährden allerdings ein harmonisches Weihnachtsfest für die beiden Familien.

## Synchronisation
Die deutsche Synchronisation übernahm die Iyuno Germany. Das Dialogbuch schrieb Madelaine Schulze, Dialogregie führte Karin Grüger.
| Rolle                       | Darsteller           | Synchronsprecher          |
| --------------------------- | -------------------- | ------------------------- |
| Charlotte Sanders           | Heather Graham       | Katrin Fröhlich           |
| Jackie Jennings             | Brandy Norwood       | Claudia Urbschat-Mingues  |
| Rob Sanders                 | Jason Biggs          | Kim Hasper                |
| Valentino                   | Matt Cedeño          | Sebastian Christoph Jacob |
| Beatrix Jennings            | Madison Skye Validum | Aurelia van Cauwelaert    |
| Dora Sanders                | Abby Villasmil       | Alma van Cauwelaert       |
| Grant Sanders               | Wyatt Hunt           | Greta Galisch de Palma    |
| Kreditmanager Stevan Millar | Allan Groves         | Rainer Fritzsche          |
| Michelle                    | Camille Cadarette    | Heike Beeck               |
| Rose McCAffrey              | Nadia Sine           | Carolin Brunk             |
| Werkstatt Santa             | Paul Kiernan         | Sascha Krüger             |

## Produktion und Hintergrund
Der Film wurde von Brad Krevoy für Motion Picture Corporation of America (MPCA) produziert. Als Executive Producer fungierten Amanda Phillips, Eric Jarboe, Steve Berman, David Wulf, Charles Shyer und Todd Calgi Gallicano.
Die Kamera führte Graham Robbins, die Musik schrieb Jeff Rona und die Montage verantwortete Jeffrey Wolf. Das Set-Design gestaltete Diane Millett und das Kostümdesign Emerson Alvarez.

## Rezeption

### Kritiken
Oliver Armknecht vergab auf film-rezensionen.de drei von zehn Punkten. Der Film locke mit einem vergleichsweise prominenten Ensemble. Das sei aber auch schon das einzig Positive, was man über diese missglückte Weihnachtskomödie sagen könne. Auch wenn es anfangs noch nicht so schlecht aussehe, werde die Geschichte aber schrecklich langweilig und kitschig.
Hannah Madlener meinte auf glamour.de, dass der Film eine spannende Prämisse habe und die Charakterisierung der beiden Freundinnen interessant sei. Allerdings wurde einiges Potenzial verschwendet. In der zweiten Hälfte des Films könne er sich allerdings etwas retten. Leider nehme sich der Weihnachtsfilm insgesamt doch ein bisschen zu ernst und fahre auf einer wackeligen Linie zwischen herzerwärmend und absurd.

### Abrufe
Laut dem Analyse-Unternehmen digital i hatten 981.000 Haushalte in Deutschland im November 2023 den Film auf Netflix gesehen, damit lag die Produktion auf dem vierten Platz.